# 赤城高原サービスエリア
赤城高原サービスエリア（あかぎこうげんサービスエリア）は、群馬県利根郡昭和村川額にある関越自動車道のサービスエリア。

## 施設

### 上り線（東京方面）
2017年（平成29年）12月21日にレストラン、フードコートがそれぞれリニューアルオープンした。2018年（平成30年）1月9日からショッピングコーナーの改修工事を行い、同年4月24日に「ドラマチックエリア赤城高原 上り線」としてグランドオープン。
- 駐車場
  - 大型 39台
  - 小型 130台
- トイレ
  - 男性 大9（和式2・洋式7）・小23
  - 女性 24（和式4・洋式20）
  - 車椅子用 1
- ガソリンスタンド（出光興産（出光リテール販売）、24時間）
  - 2007年（平成19年）11月30日までは群馬自動車燃料販売(株)（Mobil）→共立石油(株)が運営していた。
- 給電スタンド（24時間）
- レストラン（平日 11:00 - 22:00 / 休日 7:00 - 22:00）[1]
- フードコート
  - 赤城食堂（24時間）[1]
  - 越後へぎそば処（24時間）[1]
  - ラー麺 畑 Hatake（10:00 - 22:00）[1]
- ショッピングコーナー（24時間[2]）
- カフェ・ソフトクリーム
  - 大和屋 - YAMATOYA COFFEE -（7:30 - 20:00[2]）
- 野菜市場・テイクアウト
  - AKAGI FARMERS MARKET（10:30 - 19:00[2]）
- ハイウェイ情報ターミナル
- 自動販売機
- 郵便ポスト（久呂保郵便局）
- エリアスタンプは赤城山である。

### 下り線（長岡方面）
- 駐車場
  - 大型 24台
  - 小型 216台
- トイレ
  - 男性 大9（和式2・洋式7）・小23
  - 女性 24（和式4・洋式20）
  - 車椅子用 1

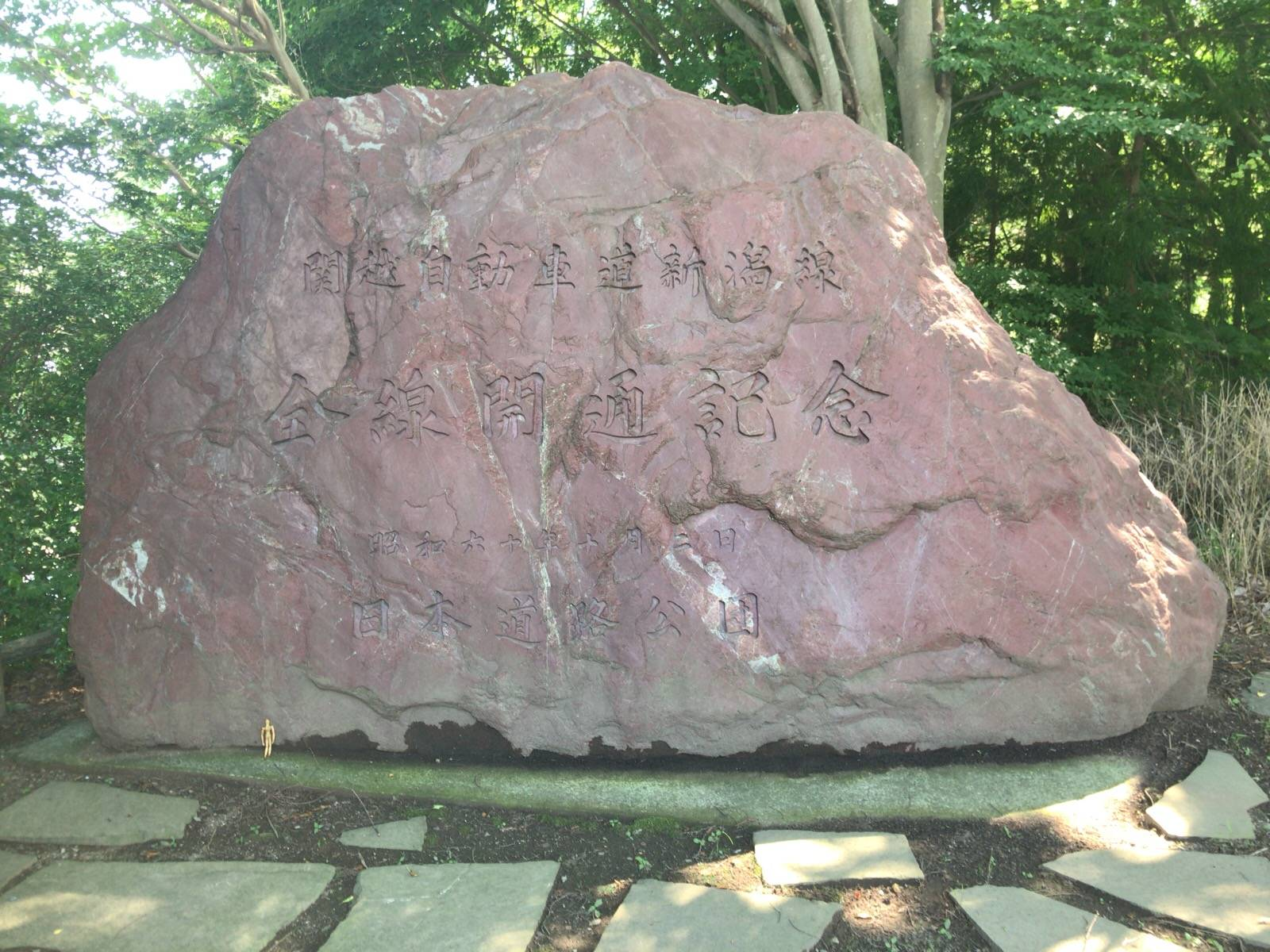
関越道開通記念碑

- ガソリンスタンド（ENEOS（ENEOSウイング）、24時間）
  - 2009年3月31日まではコスモ石油販売(株)（コスモ石油）、2010年4月1日から2011年3月31日までは新日本石油であった。
- 給電スタンド（24時間）
- レストラン（平日11:00 - 21:00 / 土日祝日7:00 - 21:00）
- スナックコーナー（24時間）
- ショッピングコーナー（24時間）
- ハイウェイ情報ターミナル
- 自動販売機
- 郵便ポスト（久呂保郵便局）
- エリアスタンプは尾瀬である。
- 関越自動車道新潟線 全線開通記念碑

## 隣
E17 関越自動車道
(12-1)赤城IC/PA - 赤城高原SA - (12-2)昭和IC